# Ribeirão da Garrafa
O ribeirão da Garrafa é um curso de água que nasce e deságua no município brasileiro de Santana do Paraíso, no interior do estado de Minas Gerais. Sua nascente se encontra em área do bairro Industrial, percorrendo cerca de 14 quilômetros até sua foz no rio Doce. Sua sub-bacia conta com 45,7 km² e abrange boa parte do perímetro urbano municipal.

## Descrição
Muitos trechos do leito principal são caracterizados como fundos de vale, alguns inclusive ocupados de diferentes formas, o que torna esses locais áreas sujeitas a enchentes e assoreamento. Além dos córregos afluentes, podem ser encontrados na área de drenagem pântanos e brejos. A bacia do ribeirão da Garrafa inclui bairros como Industrial, Residencial Betânia, Águas Claras, Jardim Vitória, Parque Caravelas e Cidade Nova.
Sua bacia foi fortemente afetada pelo lançamento de esgoto urbano sem tratamento pela Companhia de Saneamento de Minas Gerais (Copasa), concessionária do serviço de coleta do efluente da cidade, contribuindo assim diretamente com a degradação do rio Doce, de nível federal. Contudo, em março de 2024, entrou em operação a estação de tratamento de esgoto (ETE) do ribeirão da Garrafa, o que, segundo a Copasa, ampliou a porcentagem de águas residuais tratadas no município de 1,5% para 80%.